# Мыка (приток Тетерева)
Мыка — река на Украине, левый приток Тетерева (бассейн Днепра). Протекает по территории Черняховского, Коростышевского и Радомышльского районов Житомирской области. Длина 42 км.
Берёт начало в окрестностях села Высокого, течет на восток и северо-восток. Впадает в Тетерев на восточной окраине г. Радомышль.
На реке построено многочисленные пруды. Особенно велики они в районе сел Минейки, Травневое и Глиница, а также на южной окраине Радомышля.
- Название реки выводят от молдавского мик, мика- «малый». Дословно: «Небольшая река». Вероятно перенесено валахами-переселенцами. Древнейшей формой названия был вариант Мук. Отсюда же и название древнерусского города Микгород на реке Мик, ныне часть Радомышля.[3]